# غزالی‌نامه
غزالی نامه عنوان کتابی است که در احوال و افکار ابوحامد محمد غزالی به پارسی نگاشته شده است. نویسنده این اثر جلال الدین همایی است که در سال ۱۳۱۷ ش این اثر را نوشته و کتاب وی از منابع اصلی غزالی پژوهان معاصر همچون  حسین خدیو جم  و عبدالحسین زرین کوب است. همایی در این اثر از غزالی و افکار وی دفاع می‌کند.

## کتابشناسی
کتاب در قطع وزیری متوسط و در ۵۸۴ صفحه و در چاپ دوم با دو سرآغاز منتشر شده است. چاپ سوم آن مربوط به سال ۱۳۸۷ است. همچنین کتاب دارای سه فهرست اعلام می‌باشد.

## منبع
- همایی، جلال‌الدین (۱۳۱۷). غزالی نامه. ج. ۱. تهران: نشر هما. ص. ۵۸۴. پارامتر |تاریخ بازیابی= نیاز به وارد کردن |پیوند= دارد (کمک)
- رضوی، سید مسعود. «استاد همایی و غزالی نامه». اطلاعات حکمت و معرفت. بایگانی‌شده از اصلی در ۸ مارس ۲۰۱۶.